# Henry Golding
Henry Ewan Golding (ur. 5 lutego 1987 w Sarawak) – brytyjsko-malezyjski aktor, model i prezenter telewizyjny. Znany jest z ról w filmach Bajecznie bogaci Azjaci, Zwyczajna przysługa i Last Christmas.

## Wybrana filmografia
- 2018: Bajecznie bogaci Azjaci jako Nick Young
- 2018: Zwyczajna przysługa jako Sean Townsend
- 2019: Last Christmas jako Tom Webster
- 2019: Monsoon jako Kit
- 2019: Dżentelmeni jako Dry Eye